# PSG 90狙擊步槍
PSG 90（瑞典語：Prickskyttegevär 90；解作「狙擊步槍90」）是瑞典軍隊的制式狙擊步槍，由英國精密國際的L96A1改進而成。

## 簡介
精密國際AW（L96A1）是世界上有名高精度的狙擊步槍之一，獲多國軍隊和警隊採用，PSG 90就是L96A1其中一種改進型。
80年代未期，瑞典國防軍尋求毛瑟M96狙擊步槍的替代品。在90年代，軍方最初計劃使用裝上瞄凖鏡Ak 4（瑞典版本的HK G3A3），但結果令人失望，其後軍方決定裝備純狙擊用途的步槍。
1990年，瑞典國防軍在多次試驗後決定採用L96A1，軍方亦在L96A1上作改進。

## 設計
PSG 90與L96A1設計上有所不同，以下是PSG 90的改進項目：
- 685.8 毫米（27 英寸）槍管
- 加上槍口制退器
- 彈匣容量改為9 發
- 扳機扣力為4 磅力
- 裝上Hendsolt 10×42毫米光学瞄准镜

## 外部連結
- （中文）-槍炮世界—瑞典陸軍PSG90（页面存档备份，存于）